# Rudolf Hell
Rudolf Hell (Schierling, 19 de dezembro de 1901 — Kiel, 11 de março de 2002) foi um engenheiro e inventor alemão.
Hell é o Edison da indústria gráfica.Original (em alemão): "Hell ist der Edison der grafischen Industrie."— Hermann Zapf (em alemão)
Hell é o inventor do Hellschreiber (1929), Klischograph (1951) e da fotocomposição digital (1965). Recebeu a Bundesverdienstkreuz em estrelas, o Prêmio Gutenberg e o Anel Werner von Siemens (1978). É cidadão honorário de Kiel.

## Vida e trabalho

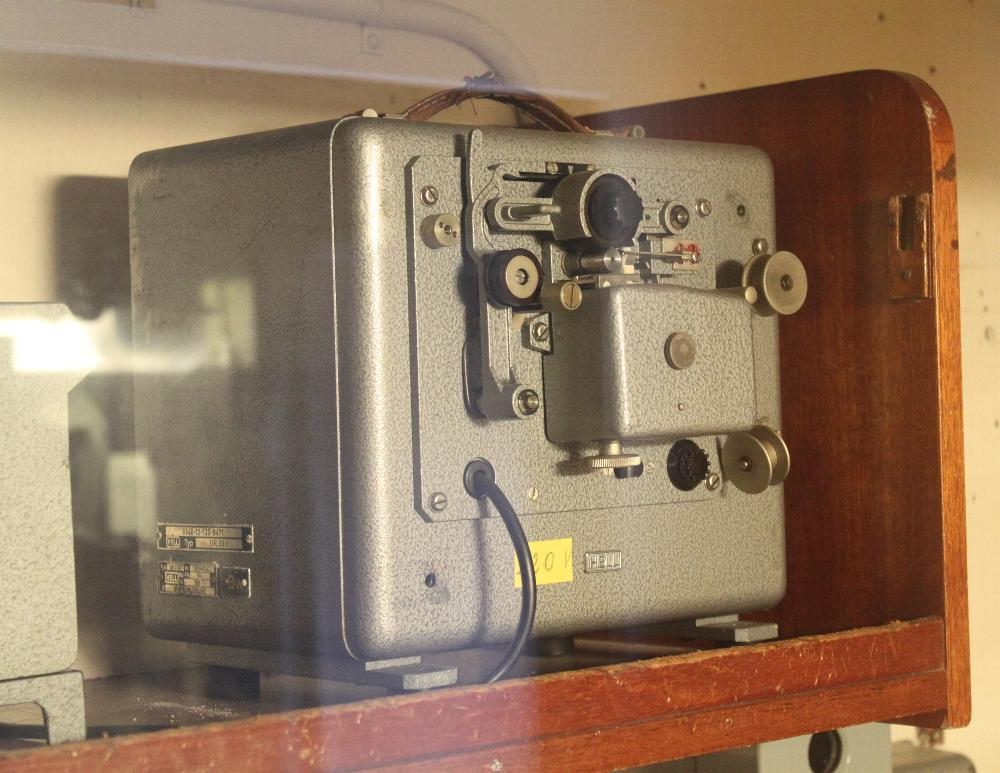
Máquina de código Hell Morse UR39C

Rudolf Hell nasceu no prédio da estação lá em 1901 como filho do chefe da estação Eggmühl. Sua mãe era filha de um fazendeiro e dono de uma cervejaria. Ele é o caçula de três filhos. Após quatro anos do ensino fundamental, ele frequentou a escola secundária Rudolphinum em Eger, onde suas disciplinas favoritas eram física e matemática. Já aqui se reconheceu sua preferência pelas ciências naturais. O fascínio pela ferrovia no local de trabalho de seu pai e a incipiente eletrificação das ferrovias moldaram o desejo de estudar engenharia elétrica.
A partir de 1919, ele completou um diploma de oito semestres em engenharia elétrica na Universidade Técnica de Munique, que concluiu em 1923 com o diploma acadêmico de Diplom-Ingenieur para trabalhar como assistente de Max Dieckmann de 1923 a 1929.
Em 1925, ele apresentou um tubo fotoelétrico de decomposição de imagem para televisão que funcionava em princípio, mas era inútil para o uso prático. Junto com o professor Dieckmann, ele apresentou um sistema de televisão com um divisor de imagem mecânico e um tubo Braun como receptor na feira de Munique. Em 1927, o doutorado em um Direktanzeigendes Funkpeilgerät für die Luftfahrt (localizador de direção de rádio com display para a aviação). Uma empresa americana pagou a ele uma taxa de licença de RM 20 000 por isso.
Em 1929, Hell fundou sua própria empresa em Neubabelsberg entre Berlim e Potsdam e apresentou seu Hellschreiber no mesmo ano. Em 1931, ele desenvolveu um novo tipo de máquina de código Morse enquanto a Siemens produzia o Hellschreiber em grande número. A empresa mudou-se para Berlin-Dahlem, onde foi parcialmente destruída na Segunda Guerra Mundial.
Em 1947, Hell fundou a Dr.-Ing. Rudolf Hell KG, empresa de equipamentos de comunicação e tecnologia de reprodução eletrônica. A capital do estado de Schleswig-Holstein passou a ser sua casa adotiva. A partir de 1949, Hell tornou-se cada vez mais envolvido com telegrafia de imagens e desenvolveu dispositivos correspondentes para os correios, a imprensa, a polícia e os serviços meteorológicos. Com a invenção do Klischograph em 1951, Hell inaugurou uma nova era na tecnologia de impressão. 
Em 1961, o Hell-Werke se expandiu e abriu um segundo local em Kiel-Gaarden. Em 1963, o Chromagraph, um scanner, foi apresentado e em 1965 Rudolf Hell introduziu pela primeira vez a formatação eletrônica com armazenamento digital (formatação por computador), que seria revolucionaria em todo o mundo. No mesmo ano, a máquina de formatação digital Digiset foi apresentada. Depois que o Chromagraph DC 300 teve seu avanço mundial em 1971, Rudolf Hell se aposentou da gestão ativa de sua fábrica em 1972, mas continuou a trabalhar lá.
O Dr.-Ing. Rudolf Hell GmbH desenvolveu o sistema de processamento eletrônico de imagens ChromaCom em 1979, antes que a Siemens AG, que possuía ações desde 1971, também assumisse os últimos 20% da empresa em 1981. Em 1989, aos 88 anos, Rudolf Hell deixou os negócios para sempre.
Em 2002, Rudolf Hell morreu em Kiel aos 100 anos de idade e foi enterrado no cemitério do parque Eichhof. Ele solicitou 131 patentes em sua vida.

## Honras
- Medalha de ouro de 1962 da Sociedade de Fotografia de Viena
- 1967 Grande Cruz de Mérito para a Ordem do Mérito da República Federal da Alemanha
- Medalha de ouro de 1967 da CSSR Printing Society
- 1968 Ullstein-Ring
- Prêmio de Cultura de 1968 da cidade de Kiel
- 1969 Segnatura AIGEC da Union Italienne des Exports et Conseilleures Graphiques
- 1973 Dr.-Ing. eh a Universidade Técnica de Munique
- Prêmio Gutenberg de 1977 da Sociedade de Gutenberg e da Cidade de Mainz
- 1978 Werner-von-Siemens-Ring (Anel de Honra por Serviços à Ciência e Tecnologia), na presença do Presidente Federal Karl Carstens
- Grande Cruz de Mérito Federal de 1980 com uma estrela
- Medalha FDI de 1981 (executivos da indústria gráfica) por serviços para a indústria gráfica
- Cidadão honorário de 1981 da cidade de Kiel
- 1987 Admissão à galeria dos inventores do Instituto Alemão de Patentes em Munique
- 1993 Anel de honra VDE
- 2001 A cidade de Kiel renomeou o Siemenswall em homenagem ao trabalho de sua vida em 15 de maio na Dr.-Hell-Straße